# Radek Bejbl
Radek Bejbl (født 29. august 1972 i Nymburk, Tjekkoslovakiet) er en tjekkisk tidligere fodboldspiller (midtbane). 

## Karriere
Bejbl spillede for både Tjekkoslovakiets og Tjekkiets landshold og nåede i alt 58 landskampe og tre scoringer. Han var en del af det tjekkiske hold, der nåede finalen ved EM 1996 i England. Han spillede alle tjekkernes kampe i turneringen, inklusive finalen der endte med et finalenederlag til Tyskland efter forlænget spilletid. Året efter deltog Bejbl med tjekkerne ved Confederations Cup 1997, hvor holdet vandt bronze, og han var også med ved EM 2000 i Belgien og Holland.
På klubplan tilbragte Bejbl en stor del af sin karriere i hjemlandet hos Slavia Prag, som han vandt det tjekkiske mesterskab med i 1996. Han spillede senere også i Spanien for Atlético Madrid, for franske RC Lens og for østrigske Rapid Wien, inden han sluttede karrieren i hjemlandet hos Slovan Liberec.

## Titler
Tjekkisk mesterskab
- 1996 med Slavia Prag